# Шакшин, Анатолий Дмитриевич
Анатолий Дмитриевич Шакшин (1929—2010) — советский нефтяник, общественный деятель. Герой Социалистического Труда (1966), лауреат Государственной премии СССР (1980). Депутат Верховного Совета СССР седьмого созыва (1966—1970).
Бригада А. Д. Шакшина, разбуривая Шаимскую группу нефтяных месторождений (1964—1971), достигла рекордной для того времени (1965—1966) скорости проходки скважин. Пробурила первую в области наклонно направленную скважину (1965) — этот метод получил впоследствии широкое распространение. Поставила всесоюзный рекорд (1970), пробурив вертикальную скважину глубиной 1700 метров с коммерческой скоростью 16765 метров на станок в месяц.

## Биография
Трудовую деятельность начал в 1942 г. в колхозе «Красный партизан» Мелеузовского района. В 1949 г. учился в Ишимбайском ремесленном училище. С 1949 года работал бурильщиком, буровым мастером на месторождениях Башкирии: в 1949—1950 гг. помощником бурильщика, в 1950—56 гг. — бурильщиком, в 1956—1964 гг. — буровым мастером конторы бурения № 2 треста «Туймазабурнефть».
В 1964 году вместе с бригадой приехал осваивать Шаимское месторождение. Буровой мастер Шаимской конторы бурения № 3 треста «Тюменнефтегазразведка» (1964—1971), буровой мастер, мастер-наставник Нижневартовского управления буровых работ № 2 (1972—1996).
Входит в группу первооткрывателей нефтяных месторождений Нижневартовского района. Его бригада разбуривала Самотлорское месторождение (с 1972), в течение ряда лет носила звание «Лучшая бригада Министерства нефтяной промышленности». На базе бригады А. Д. Шакшина действовала школа передового опыта (с 1973).
Проживал в Тюмени. Согласно официальному документу, в 2006 жил в городе Туймазы.

## Награды и звания
- Герой Социалистического Труда (1966).  За выдающиеся заслуги в выполнении заданий семилетнего плана по добыче нефти и достижение высоких технико-экономических показателей в работе Указом Президиума Верховного Совета СССР от 23 мая 1966 года А. Д. Шакшину присвоено звание Героя Социалистического Труда.
- Государственная премия СССР (1980)
- орден Ленина (1966)
- орден Октябрьской Революции (1971)
- орден Трудового Красного Знамени (1989)
- медали
- две медали ВДНХ СССР[2][3].
- Почётный нефтяник СССР (1970).
- Почётный гражданин Нижневартовска (1987)[4] и Ханты-Мансийского автономного округа — Югры (2007).[5][6][7]

## Память
Именем А. Д. Шакшина названы ежегодные Всероссийские турниры по вольной борьбе в Нижневартовске (1986).